# گوگل اسکای
گوگل اسکای قابلیتی است که در  گوگل ارث در ۲۲ آگوست ۲۰۰۷، در یک برنامهٔ مبتنی بر مرورگر در ۱۳ مارس ۲۰۰۸ و به تلفن‌های هوشمند اندروید با ویژگی‌های واقعیت افزوده معرفی شد. گوگل اسکای به کاربران امکان مشاهدهٔ ستاره‌ها و اجرام آسمانی دیگر را می‌دهد. توسط گوگل از طریق مشارکت با مؤسسهٔ علوم تلسکوپ فضایی (STScI) در بالتیمور، مرکز عملیات علمی تلسکوپ فضایی هابل، تولید شده‌است. دکتر آلبرتو کانتی و توسعه‌دهنده همکاری وی دکتر کارول کریستین از STScI قصد داشتند تصاویر عمومی مربوط به سال ۲۰۰۷، و همچنین تصاویر رنگی تمام داده‌های بایگانی‌شده از دوربین پیشرفتهٔ هابل برای نظرسنجی‌ها را اضافه کنند. تصاویر تازه منتشر شدهٔ هابل به محض صدور به برنامهٔ گوگل اسکای اضافه شدند. ویژگی‌های تازه‌ای از قبیل داده‌های طول چند موج، موقعیت ماهواره‌های اصلی و مدار آن‌ها و همچنین منابع آموزشی در اختیار جامعهٔ گوگل ارث و همچنین از طریق وبگاه Christian و Conti برای Sky قرار گرفته‌است. همچنین در حالت Sky، صورت‌های فلکی، ستاره‌ها، کهکشان‌ها و انیمیشن‌هایی که سیارات را در مدار خود به تصویر می‌کشند قابل مشاهده هستند. مشارکت گوگل اسکای در زمان واقعی از گذرگاه‌های نجومی اخیر، با استفاده از پروتکل VOEvent، توسط همکاری VOEventNet ارائه شده‌است. از دیگر برنامه‌های مشابه گوگل اسکای می‌توان به Microsoft WorldWide Telescope و Stellarium اشاره کرد.